# Paul Sundu
Paul Sundu (ur. 27 lipca 1973 w Womatne) – papuaski duchowny katolicki, biskup Kundiawy od 2021.

## Życiorys

### Prezbiterat
Święcenia kapłańskie przyjął 17 stycznia 2006 i został inkardynowany do diecezji Kundiawa. Po kilkuletnim stażu wikariuszowskim został dyrektorem wydziału ds. powołań, a w latach 2010–2011 i 2015–2018 był rektorem diecezjalnego seminarium. Po złożeniu urzędu rektora pozostał w tym seminarium w charakterze wykładowcy, jednocześnie kierując parafią w Koge.

### Episkopat
3 kwietnia 2021 papież Franciszek mianował go biskupem diecezji Kundiawa. Sakry udzielił mu 3 lipca 2021 arcybiskup Douglas Young.